# Российская академия сельскохозяйственных наук
Росси́йская акаде́мия сельскохозя́йственных нау́к (РАСХН, Россельхозакадемия; 1992—2013) — государственная академия наук, была создана Указом Президента Российской Федерации от 30 января 1992 года № 84 на базе действовавших в то время Россельхозакадемии и Всесоюзной академии сельскохозяйственных наук имени В. И. Ленина (ВАСХНИЛ). В октябре 2013 года в рамках реформы Российской академии наук произошло объединение государственных академий РАМН и РАСХН с РАН. При этом РАСХН стала Отделением сельскохозяйственных наук РАН, а её учреждения вошли в состав данного Отделения.
Президент Россельхозакадемии (с 1990 года по 2013 год) — Геннадий Романенко. Первый вице-президент — Владимир Фисинин.
В настоящее время Россельхозакадемия как самостоятельное учреждение не существует. Представленная ниже информация относится к годам перед её реорганизацией (2013) и не соответствует реалиям ставшего её преемником Отделения сельскохозяйственных наук (ОСХН) РАН. В частности, ОСХН РАН подразделяется на секции, а не «отделения отделения», их шесть. Актуальные сведения об ОСХН см. на сайте РАН. 

## Отраслевые отделения
В последние годы своего функционирования (2012-2013) академия насчитывала 9 отраслевых отделений, задача которых состояла в координировании работ научно-исследовательских учреждений Россельхозакадемии, вузов и других организаций. Суммарно в состав отделений входило более 200 научно-исследовательских учреждений (НИУ). Отделения организовывали исследования в соответствующей области науки, участвовали в разработке и осуществлении программ исследований, контролировали деятельность учреждений, предприятий, организаций, входящих в их состав.

### Отделение экономики и земельных отношений
Отделение проводило исследования в области экономики и управления АПК, земельных отношений, социального развития села, ресурсосбережения и экологизации в АПК, управления и информационного обеспечения агропромышленного производства; разрабатывало научные основы аграрной политики.
Объединяло 20 действительных членов (академиков) и 24 члена-корреспондента академии, 27 иностранных членов. В составе отделения было 8 НИИ, в том числе 4 всероссийских (Всероссийский НИИ экономики сельского хозяйства, Всероссийский НИИ экономики, труда и управления в сельском хозяйстве, Всероссийский институт аграрных проблем и информатики имени А. А. Никонова, Всероссийский НИИ экономики и нормативов) и 4 зональных (Поволжский НИИ экономики и организации АПК, НИИ экономики и организации АПК Центрально-Чернозёмного района РФ, Северо-Западный НИИ экономики и организации сельского хозяйства, Дальневосточный НИИ экономики, организации и планирования АПК).

### Отделение земледелия
Отделение разрабатывало научные основы оптимизации агроландшафтов и создания адаптивно-ландшафтных систем земледелия, с целью обеспечить высокую продуктивность и устойчивость сельского хозяйства к неблагоприятным факторам внешней среды, сохранения плодородия почв. В структуру Отделения входили отделы общего земледелия, агрохимии и почвоведения и сектор агроэкологии.
Отделение объединяло 24 академиков, 9 членов-корреспондентов и 19 иностранных членов академии.
В подчинении Отделения состояло 25 научных учреждений, в том числе 7 всероссийских головных (Агрофизический НИИ, Всероссийский НИИ агрохимии имени Д. Н. Прянишникова, Всероссийский НИИ земледелия и защиты почв от эрозии, Всероссийский НИИ сельскохозяйственной микробиологии, Всероссийский НИИ сельскохозяйственной радиологии и агроэкологии, Всероссийский научно-исследовательский, конструкторский и проектно-технологический институт органических удобрений и торфа, Почвенный институт имени В. В. Докучаева), 4 зональных (Донской зональный НИИ сельского хозяйства, НИИ сельского хозяйства Центрально-Чернозёмной полосы имени В. В. Докучаева, Нижневолжский НИИ сельского хозяйства и Северо-Кавказский НИИ горного и предгорного сельского хозяйства), а также 14 республиканских и областных институтов.

### Отделение мелиорации, водного и лесного хозяйства
Отделение занималось экологомелиоративным мониторингом, разрабатывало технологические основы комплексной мелиорации и водопользования АПК, проводило исследования в области формирования устойчивых мелиорированных агроландшафтов и рационального природопользования для основных сельскохозяйственных зон России.
В структуре отделения действовало 2 отдела: мелиорации и водного хозяйства; лесного хозяйства и защитного лесоразведения. В составе Отделения были 16 академиков, 9 членов-корреспондентов и 7 иностранных членов академии. Существовало 11 НИИ, в том числе 4 всероссийских головных института (Всероссийский НИИ гидротехники и мелиорации им. А.Н. Костякова, Всероссийский НИИ орошаемого земледелия, Всероссийский НИИ сельскохозяйственного использования мелиорированных земель и Всероссийский НИИ агролесомелиорации) и 6 зональных (Архангельский НИИ сельского хозяйства, Дальневосточный НИИ сельского хозяйства, Приморский НИИ сельского хозяйства, Камчатский НИИ сельского хозяйства, Поволжский НИИ эколого-мелиоративных технологий и Прикаспийский НИИ аридного земледелия), а также Ингушская сельскохозяйственная опытная станция.

### Отделение растениеводства
Отделение проводило исследования по растениеводству, селекции, семеноводству, генетике, биохимии, физиологии, биотехнологии растений, в том числе для создания высокопродуктивных сортов и гибридов, устойчивых к действию биотических и абиотических стрессоров, разрабатывало зональные системы и технологии промышленного возделывания сельскохозяйственных культур, а также их семеноводства.
В состав отделения входило два отдела и пять секторов по различным сельскохозяйственным культурам, 33 академика и 27 членов-корреспондентов, 57 иностранных членов Академии. В подчинении Отделения находились 56 НИИ, в том числе 43 селекционных, 13 биотехнологических и технологических центров.
Крупнейшие НИИ отделения: Всероссийский НИИ растениеводства им. Н. И. Вавилова, Всероссийский НИИ зерно-бобовых и крупяных культур, Всероссийский НИИ сельскохозяйственной биотехнологии, Всероссийский НИИ масличных культур им. В. С. Пустовойта, Всероссийский НИИ риса, Всероссийский НИИ кормов им. В. Р. Вильямса, Научно-исследовательский институт сельского хозяйства Центральных районов Нечернозёмной зоны (НИИСХ ЦРНЗ), Краснодарский НИИ сельского хозяйства им. П. П. Лукьяненко, Ставропольский НИИ сельского хозяйства, другие институты, как всероссийские специализированные, так и региональные.

### Отделение защиты растений
Отделение занималось разработкой агротехнологий интегрированной защиты растений, биобезопасных экологичных и экономически эффективных химических и биологических средств защиты растений, выведением сортов устойчивых к вредным организмам, созданием региональных систем управления процессами фитосанитарного оздоровления агроценозов.
В составе отделения было 9 академиков, 4 члена-корреспондента и 8 иностранных членов Россельхозакадемии. В подчинении Отделения находилось 4 НИИ, в том числе 3 всероссийских (Всероссийский научно-исследовательский институт защиты растений, Всероссийский научно-исследовательский институт фитопатологии и Всероссийский научно-исследовательский институт биологической защиты растений) и 1 зональный институт (Дальневосточный НИИ защиты растений).

### Отделение зоотехнии
Отделение выполняло исследования во всех ведущих отраслях животноводства, птицеводства, пушного звероводства и кролиководства, рыбоводства, пчеловодства, а также в области охотоведения. В состав отделения входили сектор разведения, селекции, генетики и воспроизводства сельскохозяйственных животных и сектор частной зоотехники, технологии производства продуктов животноводства, 19 академиков, 21 член-корреспондент и 10 иностранных членов. В Отделение входили 22 НИИ, крупнейшие из которых Всероссийский НИИ животноводства, Всероссийский НИИ генетики и разведения сельскохозяйственных животных, Всероссийский НИИ физиологии, биохимии и питания сельскохозяйственных животных, Всероссийский научно-исследовательский институт мясного скотоводства и Всероссийский научно-исследовательский и технологический институт птицеводства, Ставропольский научно-исследовательский институт животноводства кормопроизводства.

### Отделение ветеринарной медицины
Отделение осуществляло исследования по обеспечению эпизоотического благополучия животноводства страны, охраны здоровья животных, профилактике заболеваний, общих для человека и животных, разработке экологически безопасных диагностических средств, профилактических и терапевтических препаратов, изучению проблем экологии в ветеринарии.
В состав отделения входили 12 академиков, 15 членов-корреспондентов и 12 иностранных членов, 17 НИИ, в том числе 7 всероссийских (Всероссийский НИИ ветеринарной вирусологии и микробиологии, Всероссийский НИИ экспериментальной ветеринарии им. Я. Р. Коваленко, Всероссийский НИИ гельминтологии им. К. И. Скрябина, Всероссийский научно-исследовательский ветеринарный институт патологии, фармакологии и терапии, Всероссийский НИИ ветеринарной санитарии, гигиены и экологии, Всероссийский научно-исследовательский ветеринарный институт птицеводства и Всероссийский научно-исследовательский и технологический институт биологической промышленности, Всероссийский НИИ бруцеллёза и туберкулёза животных, Всероссийский научно-исследовательский институт ветеринарной энтомологии и арахнологии) и 5 региональных НИИ, а также 5 научно-исследовательских ветеринарных станций, объединяющих 808 научных сотрудников, в том числе 158 докторов и 368 кандидатов наук.

### Отделение механизации, электрификации и автоматизации
Отделение разрабатывало агроинженерные и агроэнергетические системы, решает проблемы работоспособности и эксплуатации машинно-тракторных агрегатов, вопросы стратегии развития инженерно-технической сферы (ИТС) АПК. Отделение участвовало в формировании заказа сельскохозяйственному машиностроению.
В составе Отделения входили 21 академик и 14 членов-корреспондентов, 10 иностранных членов, 11 специализированных НИИ, крупнейшие из которых Всероссийский НИИ механизации сельского хозяйства (ВИМ), Всероссийский НИИ электрификации сельского хозяйства (ВИЭСХ), Всероссийский НИПТИ механизации животноводства (ВНИИМЖ), и Всероссийский НИТИ ремонта и эксплуатации машинно-тракторного парка (ГОСНИТИ), а также 4 специализированных и 3 региональных (Северо-Кавказский, Северо-Западный и Дальневосточный).

### Отделение хранения и переработки сельскохозяйственной продукции
Отделение создавало ресурсосберегающие технологии хранения и глубокой комплексной переработки сельскохозяйственного сырья.
Объединяло 11 академиков, 18 членов-корреспондентов и 7 иностранных членов Академии. В подчинении Отделения было 20 научно-исследовательских учреждений, 29 экспериментальных предприятий и опытно-производственных хозяйств. Среди них Всероссийский научно-исследовательский институт консервной и овощесушильной промышленности (ГНУ ВНИИКОП) ГОСНИИ хлебопекарной промышленности, Всероссийский НИИ молочной промышленности, Всероссийский НИИ маслоделия и сыроделия, Всероссийский НИИ мясной промышленности им. В.М. Горбатова, Всероссийский НИИ крахмалопродуктов, Всероссийский НИИ пищеконцентратной промышленности и специальной пищевой технологии, Всероссийский НИИ пищевых ароматизаторов, кислот и красителей и Всероссийский НИИ пищевой биотехнологии, Краснодарский НИИ хранения и переработки сельскохозяйственной продукции.

## Сибирское отделение аграрной науки
Крупный научно-организационный, методический и координационный центр Россельхозакадемии. Отделение расположено в Новосибирском районе Новосибирской области, посёлок Краснообск. Участвует в разработке концепции развития АПК Сибири и отдельных регионов. Объединяет 30 НИИ и 16 опытных станций, 6 селекционных центров, 4 конструкторских бюро, 55 опытно-производственных хозяйств и опытный завод. В отделении работают около 1 600 научных сотрудников, в том числе 10 академиков и 10 членов-корреспондентов Россельхозакадемии, более 680 докторов и кандидатов наук.
Крупнейшие НИИ: Сибирский НИИ растениеводства и селекции, Сибирский НИИ кормов, Сибирский НИИ земледелия и химизации сельского хозяйства, НИИ садоводства Сибири им. М.А. Лисавенко, Сибирский НИПТИ животноводства, Институт экспериментальной ветеринарии Сибири и Дальнего Востока, Сибирский НИИ механизации и электрификации сельского хозяйства, Сибирский научно-исследовательский и технологический институт переработки сельскохозяйственной продукции, Сибирский НИИ экономики сельского хозяйства, Сибирский НИИ сельского хозяйства, НИИ сельского хозяйства Северного Зауралья, НИИ аграрных проблем Хакасии, Кемеровский научно-исследовательский институт сельского хозяйства.
После реформы 2013 года был реорганизован в Сибирский федеральный научный центр агробиотехнологий РАН (СФНЦА РАН). Директор СФНЦА РАН — академик, чл.-корр. РАН Н. И. Кашеваров.

## Научно-методические центры
Региональные научно-методические центры были созданы для обеспечения координационной, научно-методической и научно-организационной работы по решению проблем АПК Северо-Западного и Северо-Восточного регионов Европейской части России, а также Дальнего Востока.

### Северо-Западный научно-методический центр
Расположен в г. Пушкине.
В состав Центра входят 11 региональных НИИ (Северо-Западный НИИ экономики и организации сельского хозяйства, Северо-Западный НИИ механизации и электрификации сельского хозяйства, Северо-Западный НИИ молочного и лугопастбищного хозяйства, Ленинградский, Архангельский, Калининградский и Псковский НИИ сельского хозяйства, Новгородский НИПТИ сельского хозяйства, Вологодская научно-исследовательская ветеринарная станция, Карельская и Мурманская сельскохозяйственные опытные станции. Всего в научных учреждениях центра занято 1 627 человек, в том числе 14 академиков и 8 членов-корреспондентов Россельхозакадемии, около 870 докторов и кандидатов наук.

### Северо-Восточный научно-методический центр
Работает в городе Кирове при Зональном НИИ сельского хозяйства Северо-Востока им. Н. В. Рудницкого.
Центр объединяет 13 НИИ: Зональный НИИСХ сельского хозяйства Северо-Востока, Всероссийский НИИ охотничьего хозяйства им. Б.М. Житкова, Научно-исследовательский ветеринарный институт Нечернозёмной зоны Российской Федерации, Костромской, Марийский, Мордовский, Пермский, Удмуртский, Чувашский НИИ сельского хозяйства, научно-исследовательские и проектно-технологические институты АПК Республики Коми и Нижегородской области. В научных учреждениях центра насчитывается свыше 700 научных сотрудников, в том числе академик и 3 члена-корреспондента, около 250 докторов и кандидатов наук.

### Дальневосточный научно-методический центр
Работает в городе Уссурийск Приморского края при Приморском НИИ сельского хозяйства.
Центр насчитывает 12 НИИ, наиболее крупными из которых Приморский НИИ сельского хозяйства, Всероссийский НИИ сои, Дальневосточный НИИ сельского хозяйства, Дальневосточный НИИ ветеринарии, Дальневосточный НИИ защиты растений, Дальневосточный НИИ механизации и электрификации сельского хозяйства. В работе центра участвуют 600 научно-технических сотрудников, в том числе 8 академиков и членов-корреспондентов Россельхозакадемии, около 130 докторов и кандидатов наук.

## Журналы Россельхозакадемии
- Вестник Российской академии сельскохозяйственных наук
- Доклады Российской академии сельскохозяйственных наук
- Сельскохозяйственная биология, серия «Биология растений» ,
- Сельскохозяйственная биология, серия «Биология животных» ,
- Сибирский вестник сельскохозяйственной науки
- 36 отраслевых журналов в области АПК[3]

## Центральная научная сельскохозяйственная библиотека
Центральная научная сельскохозяйственная библиотека (ЦНСХБ) — главная библиотека Россельхозакадемии, имеет статус НИИ, также является федеральным отраслевым центром Государственной системы научно-технической информации РФ, координационным центром библиотечной сети АПК по информационному обеспечению аграрной науки и межгосударственному обмену сельскохозяйственной литературой в рамках СНГ. Библиотека-депозитарий ФАО. Центр национальной библиографии по сельскому хозяйству и смежным отраслям знаний, регулярно выпуская текущие, ретроспективные, тематические и научно-вспомогательные указатели, а также отраслевые реферативные журналы.
В фонде библиотеки насчитывается более 3 млн ед. хранения, из них 40 % составляет иностранная литература на 32 языках. На основе входящего потока публикаций по сельскому хозяйству и пищевой промышленности ЦНСХБ создаёт библиографическую базу данных АГРОС, включающую 1,3 млн записей. 

## Реорганизация

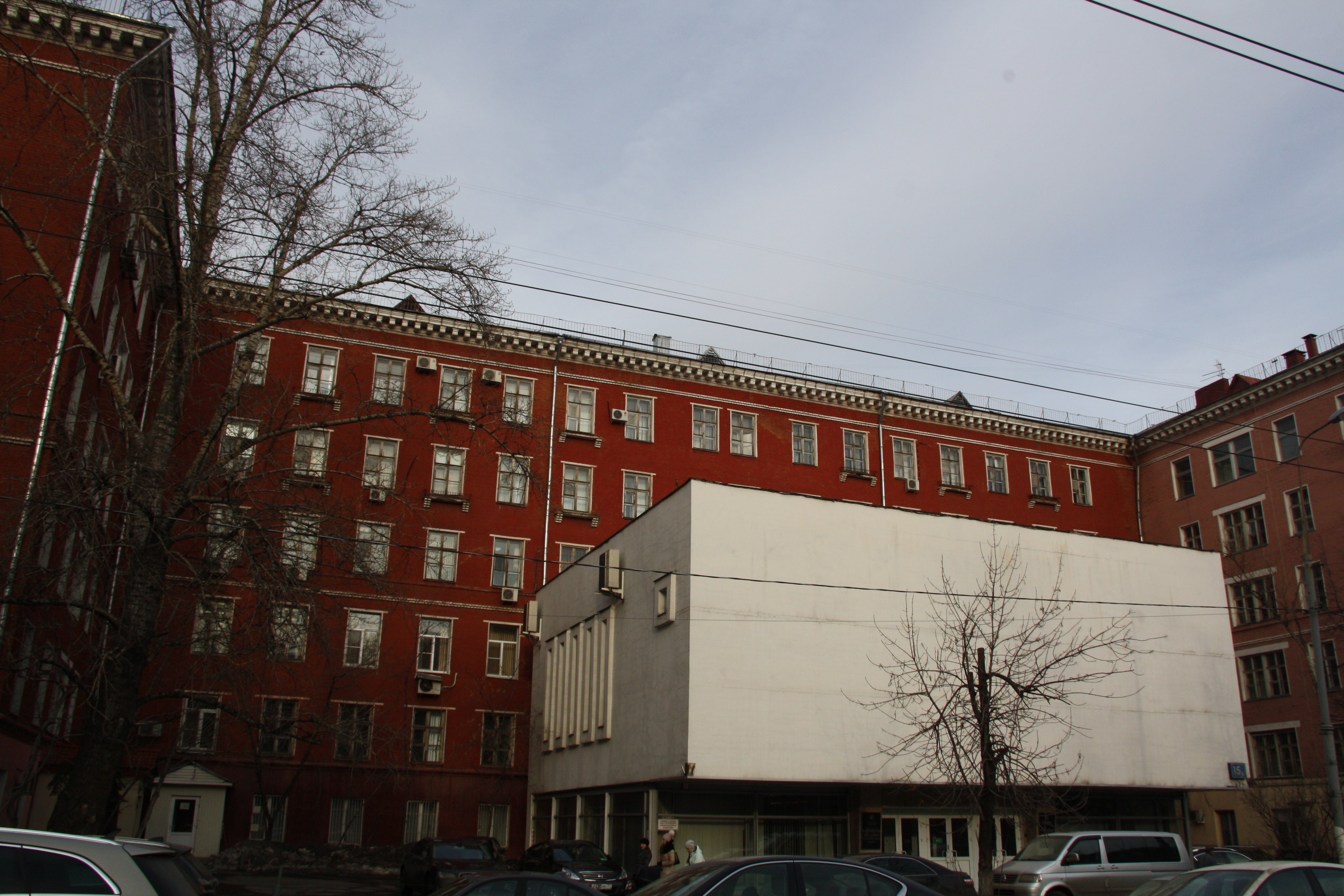
Здание РАСХН на Кржижановского, д. 15, к. 2

В соответствии со статьёй 18 Федерального закона от 27.09.2013 N 253-ФЗ «О Российской академии наук, реорганизации государственных академий наук и внесении изменений в отдельные законодательные акты Российской Федерации» (вступил в силу 30 сентября 2013 года) Российская академия сельскохозяйственных наук присоединяется к Российской академии наук (РАН).
В соответствии с пунктами 2 и 3 этой статьи со дня его вступления в силу лица, имеющие звания действительного члена Российской академии сельскохозяйственных наук, становятся академиками Российской академии наук. Наделение членов-корреспондентов РАСХН статусом членов-корреспондентов РАН осуществляется в порядке, установленном уставом РАН. В соответствии с пунктом 8 статьи Президент РАСХН осуществляет полномочия вице-президента РАН в течение трех лет со дня проведения первого общего собрания членов реорганизованной РАН.

## Награды
- Почётная грамота Кабинета Министров Украины (22 июня 2004 года) — за значительный вклад в научно-организационную деятельность по повышению эффективности научных исследований, укрепление сотрудничества украинских и российских учёных-аграриев и с случаю 75-летия со дня основания Российской академии сельскохозяйственных наук (г. Москва)[5].